# Distretto di Wlogba
Il distretto di Wlogba è un distretto della Liberia facente parte della contea di Grand Kru.